# James Debayo
James Debayo, né le 11 juillet 2005 à Londres, est un footballeur anglais qui joue au poste de défenseur central au Leeds United FC.

## Biographie

### Carrière en club
Né à Londres en Angleterre, James Debayo est formé par le Watford FC, avant d'être transféré en 2021 au Leeds United FC, où il commence sa carrière en championnat d'Angleterre de deuxième division. Il joue son premier match avec l'équipe première du club le 24 novembre 2024, remplaçant Dan James à la 89e minute d'une victoire 4-3 à l'extérieur contre Swansea City en championnat.
Debayo est ainsi sacré champion de deuxième division lors de la saison 2024-25, Leeds United FC étant ainsi promu en première division,,.

### Carrière en sélection
James Debayo est international jusqu'à l'équipe d'Angleterre des moins de 18 ans à partir de 2023. Il est également éligible pour le Nigeria.

## Palmarès
Leeds United FC
- Championnat d'Angleterre de deuxième division (1)
  - Champion en 2024-25